# Androcalva fraseri
Androcalva fraseri är en malvaväxtart som först beskrevs av Jacques Étienne Gay, och fick sitt nu gällande namn av C.F.Wilkins och Whitlock. Androcalva fraseri ingår i släktet Androcalva och familjen malvaväxter. Inga underarter finns listade i Catalogue of Life.